# Saint-Germain-Laval (Seine-et-Marne)
Saint-Germain-Laval ist eine französische Gemeinde mit 2.887 Einwohnern (Stand: 1. Januar 2022) im Département Seine-et-Marne in der Region Île-de-France. Sie gehört zum Arrondissement Provins und zum Kanton Montereau-Fault-Yonne. Die Einwohner werden Saint-Germanois genannt.

## Geographie
Saint-Germain-Laval liegt nahe der Seine, die die südwestliche Gemeindegrenze bildet. Umgeben wird Saint-Germain-Laval von den Nachbargemeinden Laval-en-Brie im Norden, Salins im Nordosten, Courcelles-en-Bassée im Osten, Marolles-sur-Seine im Süden und Südosten, Montereau-Fault-Yonne im Südwesten sowie Forges im Nordwesten.
An der westlichen Peripherie der Gemeinde führt die Autoroute A5 entlang.

## Bevölkerungsentwicklung
| 1962 | 1968 | 1975 | 1982 | 1990 | 1999 | 2006 | 2011 |
| ---- | ---- | ---- | ---- | ---- | ---- | ---- | ---- |
| 930  | 1138 | 1134 | 2566 | 2362 | 2602 | 2784 | 2798 |

## Sehenswürdigkeiten

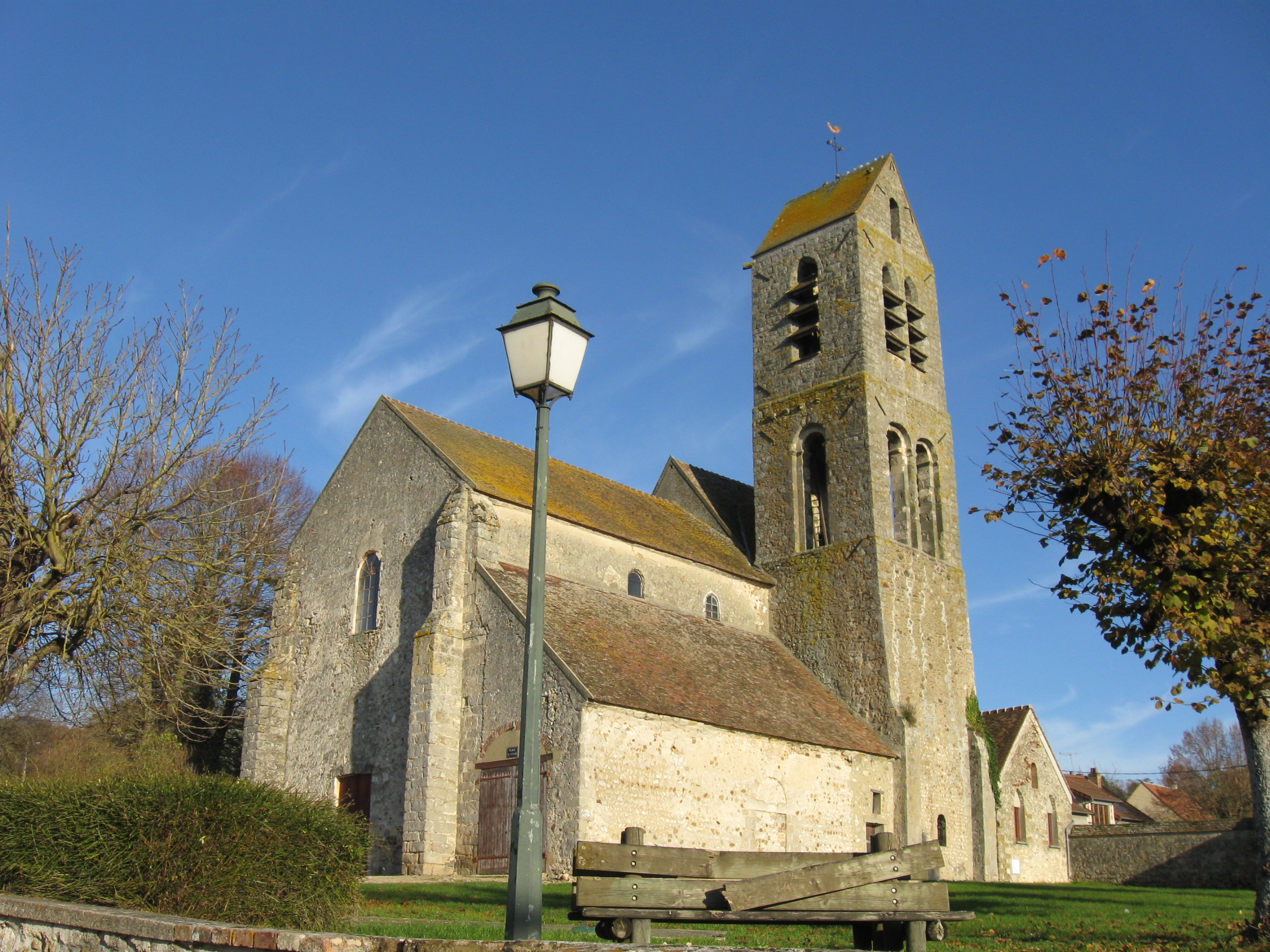
Kirche Saint-Germain-Saint-Laurent

- Kirche Saint-Germain-Saint-Laurent aus dem 13. Jahrhundert (siehe auch: Liste der Monuments historiques in Saint-Germain-Laval (Seine-et-Marne))
- Schlosspark Courbeton, das frühere Schloss Courbeton wurde 1975 abgebrochen